# Roberto Bertolini
Pour les articles homonymes, voir Bertolini.
 Roberto Bertolini (né le 10 septembre 1985 à Milan) est un athlète italien, spécialiste du javelot.
Il remporte quatre titres nationaux et porte son record personnel à 81,05 m le 18 juin 2016 à Nembro. Il termine sur le podium de la Coupe d'Europe hivernale des lancers 2017 à Las Palmas. Le 7 juillet 2017, il améliore son record à 81,68, toujours à Nembro.
Le 14 juillet 2018, il établit avec 80,24 m sa meilleure performance de la saison à Trieste.